# Kamienica przy pl. Bolesława Chrobrego 5 w Kłodzku
Kamienica przy pl. Bolesława Chrobrego 5 w Kłodzku – zabytkowa kamienica położona na kłodzkim rynku (plac Bolesława Chrobrego), w jego południowo-wschodniej pierzei.

## Historia
Pierwsze domy na miejscu dzisiejszej kamienicy „Pod jeleniem” powstały na przełomie XIII i XIV w., co wiązało się z lokacją Kłodzka oraz wytyczeniem rynku. Były to zabudowania prawdopodobnie drewniane. W XVI w. rozpoczął się trwający dwa stulecia okres przebudowy kłodzkiej starówki, w efekcie czego powstało wiele nowych kamienic renesansowych, a następnie barokowych. Wśród nich powstała także obecna kamienica „pod jeleniem”, która poddawana była do naszych czasów nieznacznym przeróbkom.
Zarządzeniem wojewódzkiego konserwatora zabytków z dnia 3 kwietnia 1984 roku kamienica została wpisana do rejestru zabytków.
Na parterze mieści się do dziś apteka, zaś pozostałe pomieszczenia zajmują mieszkania. Na początku XXI w. dokonano rewitalizacji kamienicy m.in. ze środków Ministerstwa Kultury i Dziedzictwa Narodowego.

## Architektura
Jest to obiekt trójtraktowy, nie wliczając w to głębokich oficyn, o trzech kondygnacjach i poddaszu na szczycie. Elewacja pochodzi z drugiej połowy XVII w. i utrzymana jest w umiarkowanie fantazyjnym baroku. Nad gładkim, przypuszczalnie starszym parterem biegnie przez pierwsze dwa piętra pięć pilastrów korynckich na małych wałkowych wspornikach. Pilastry skrajne i środkowy wyrobione są w lustra, dwa pozostałe żłobkowane. Belkowanie łącznie z gzymsem jest dyskretnie krępowane na każdym pilastrze. Okna pierwszego piętra mają ładne obdasznice (wewnętrzne – trapezowe, a zewnętrzne – łukowe) z płaskorzeźbami w polach wykonanymi w tynku. Okna drugiego piętra mają słabo faliste, lekko zamarkowane obdasznice. Nad gzymsem znajduje się szeroko rozparty szczyt z naczółkiem i parą okien z obdasznicami. Podział pierwszej kondygnacji szczytu jest dokonany przez drobne pilastry korynckie, które gubią się nieco w skali. W parterze na filarze międzyokiennym jest wnęka, z leżącym jeleniem w pełnej rzeźbie. Dom ten należy do najokazalszych z tego okresu.

## Galeria

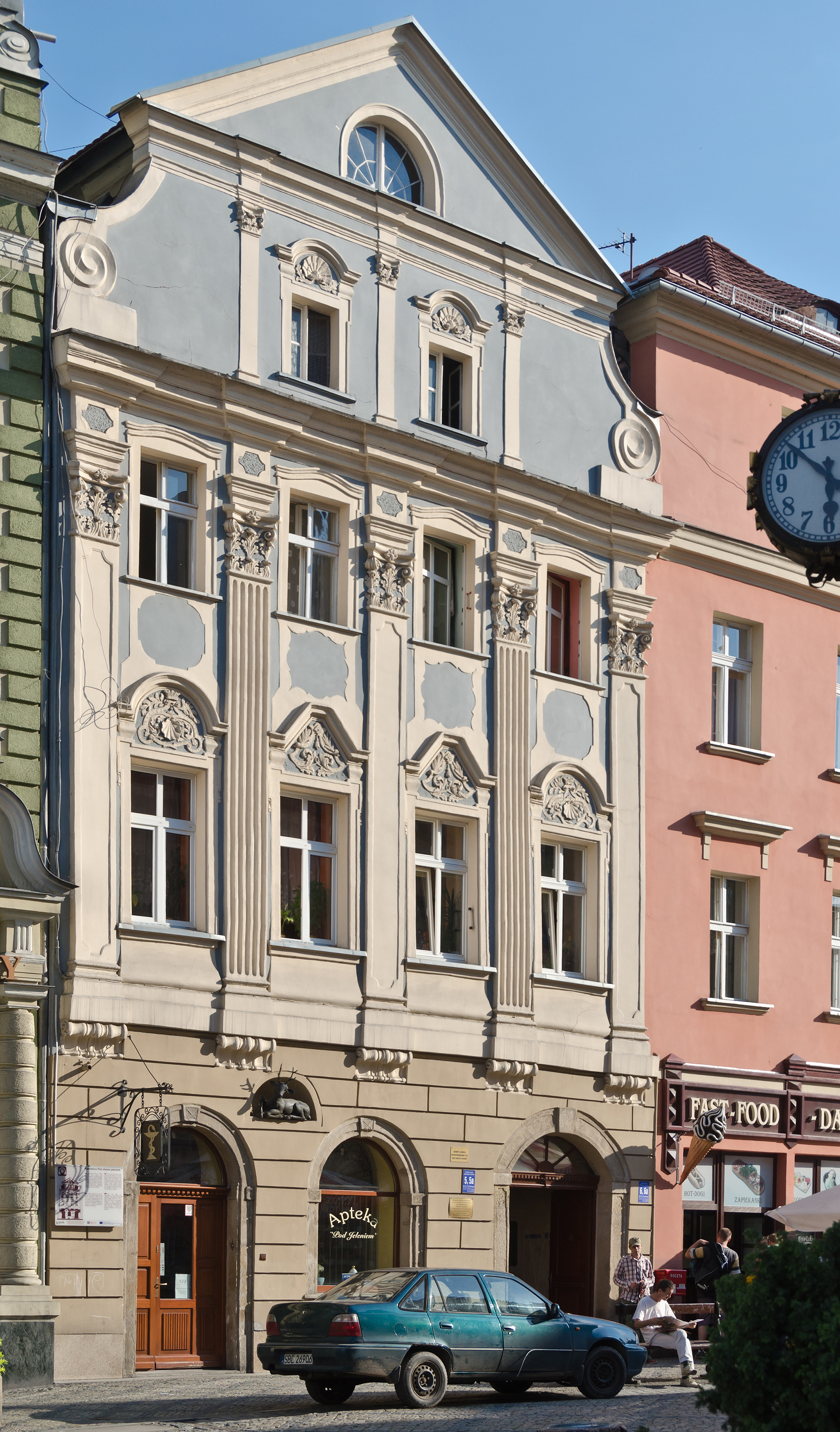
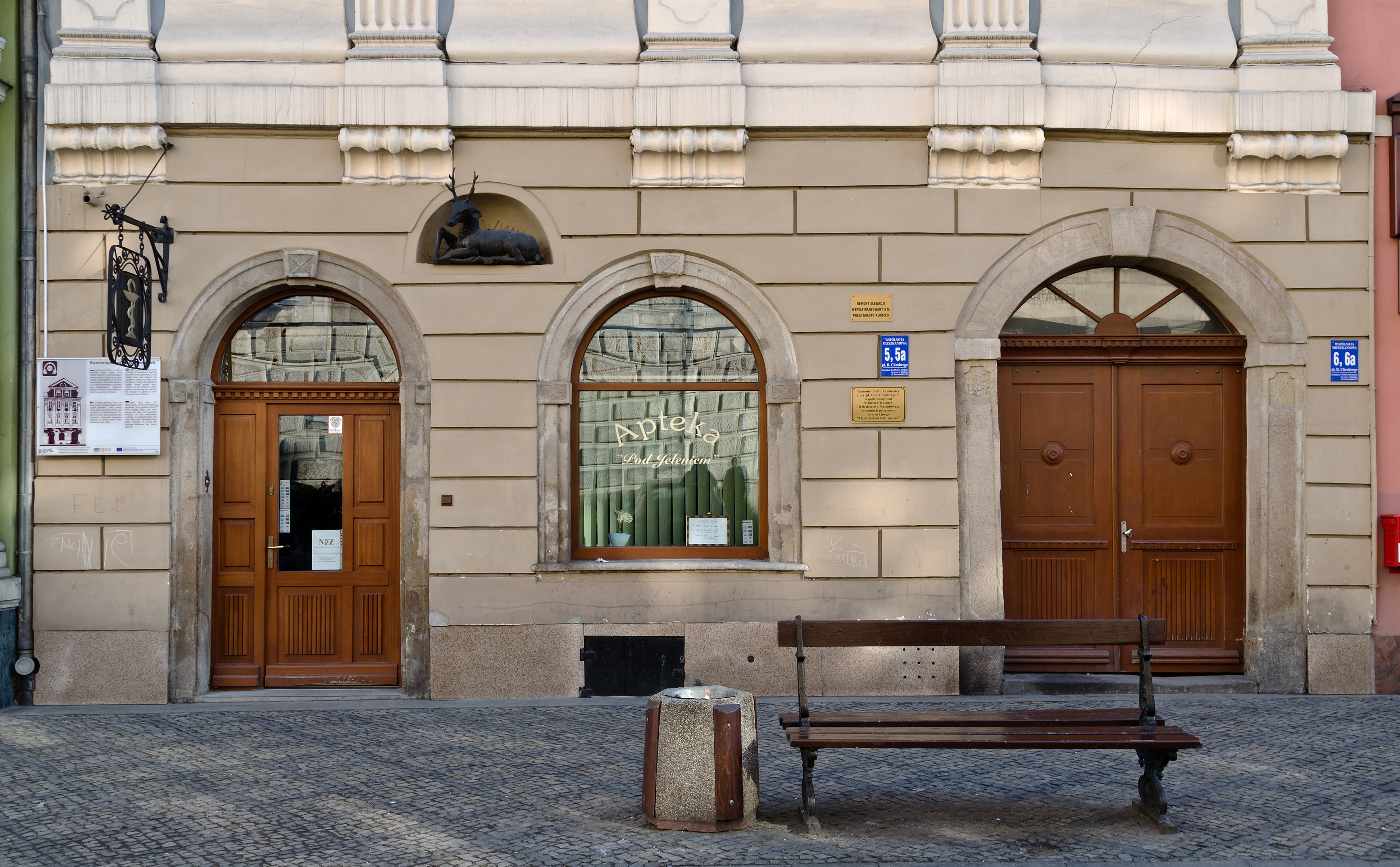
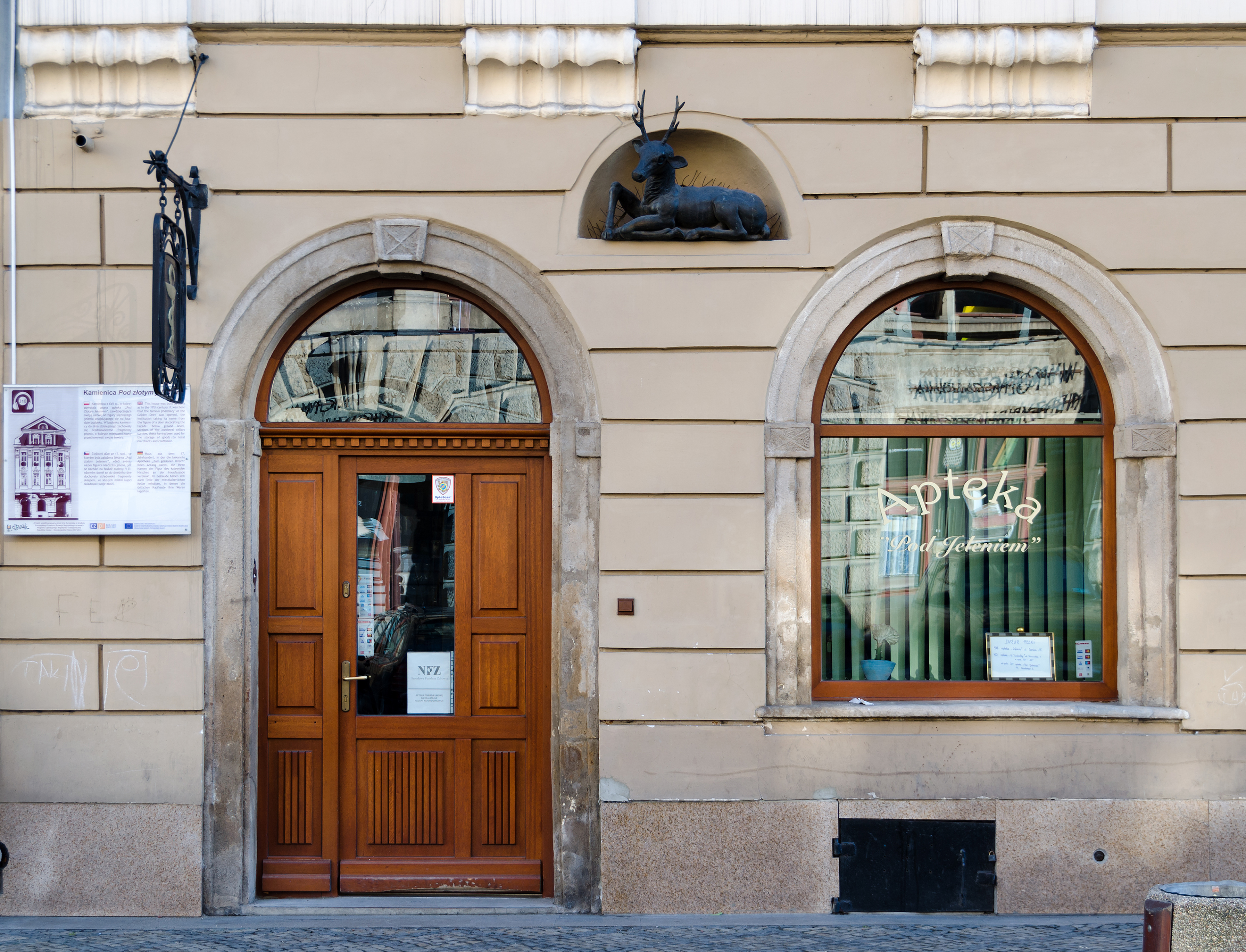
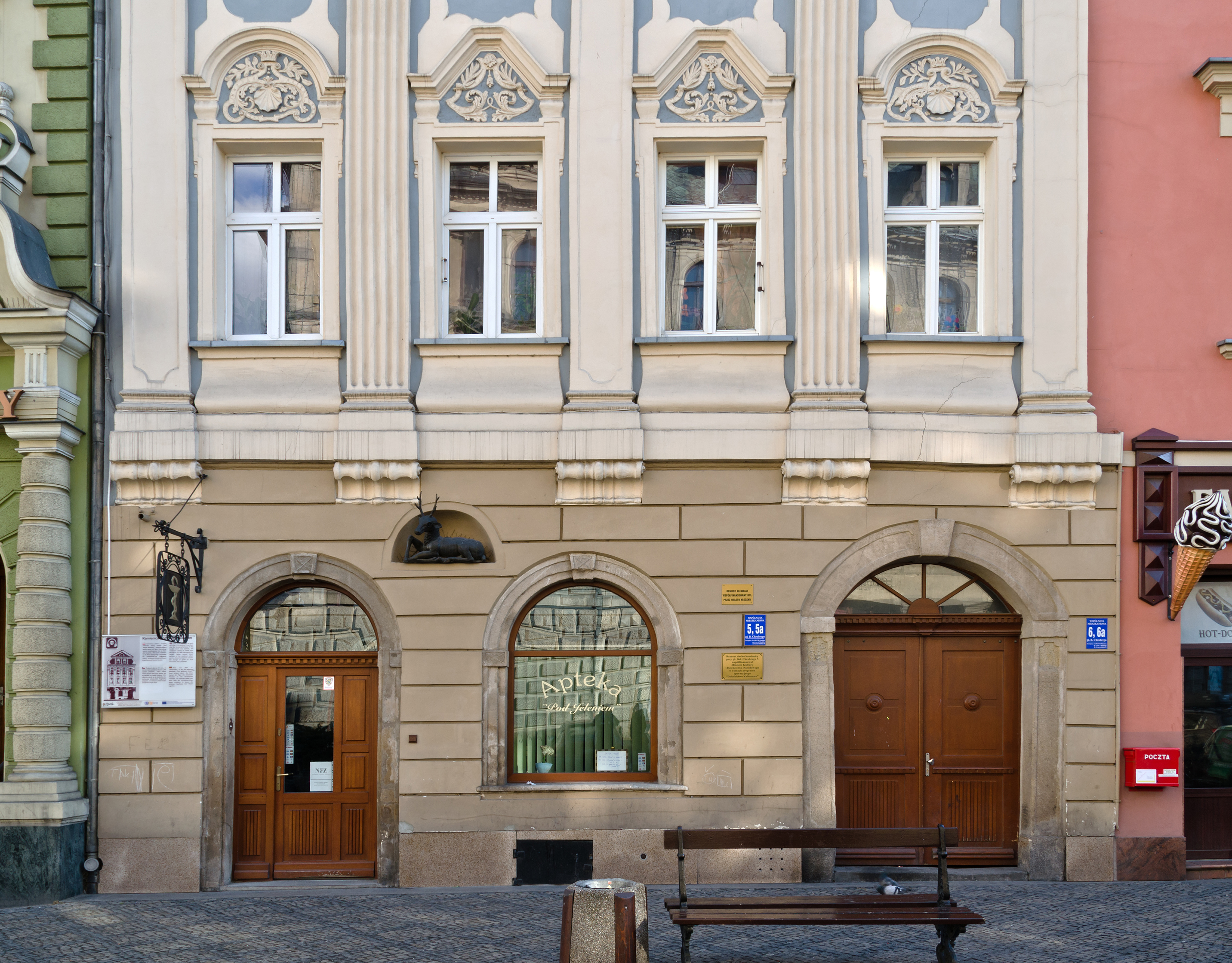
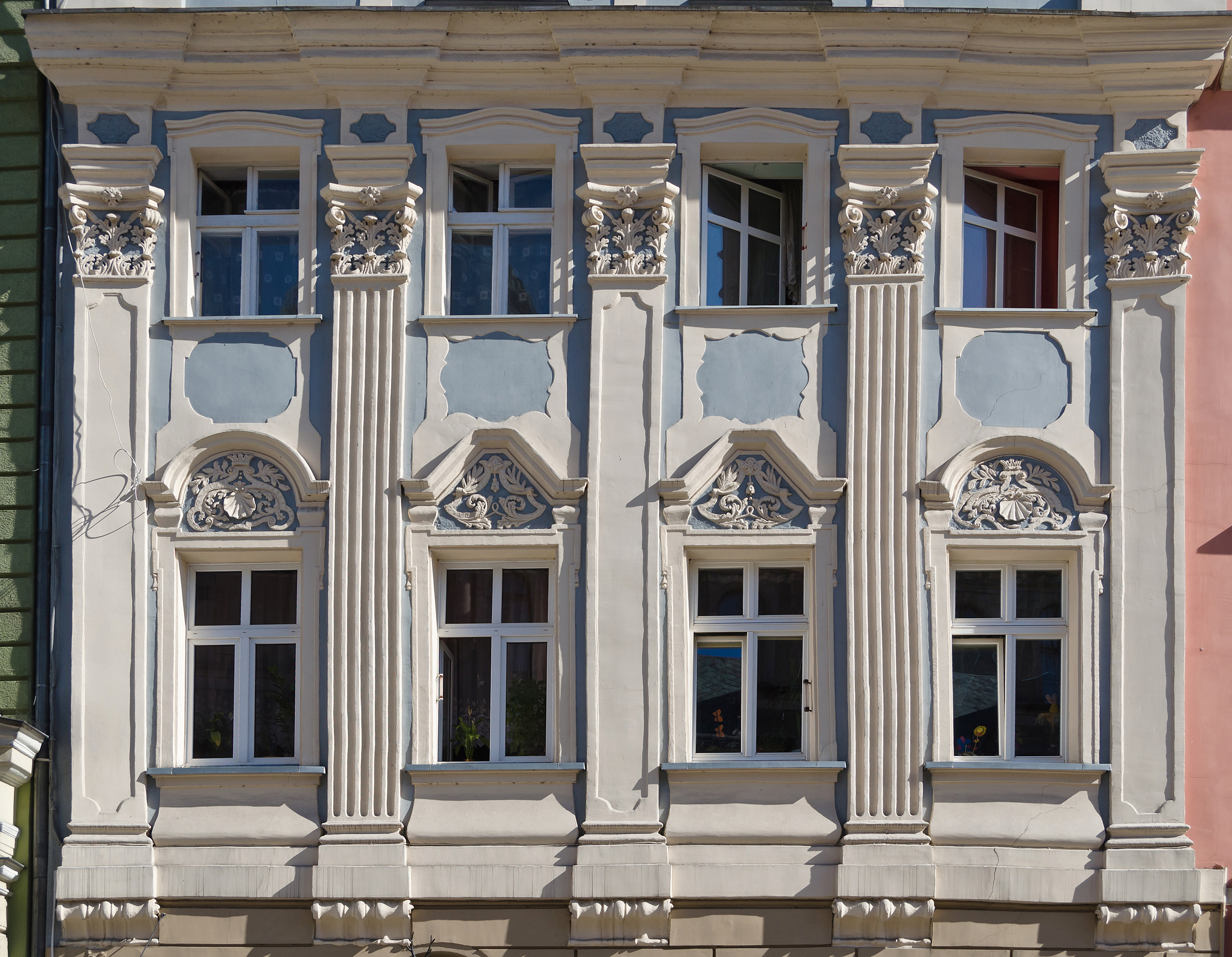
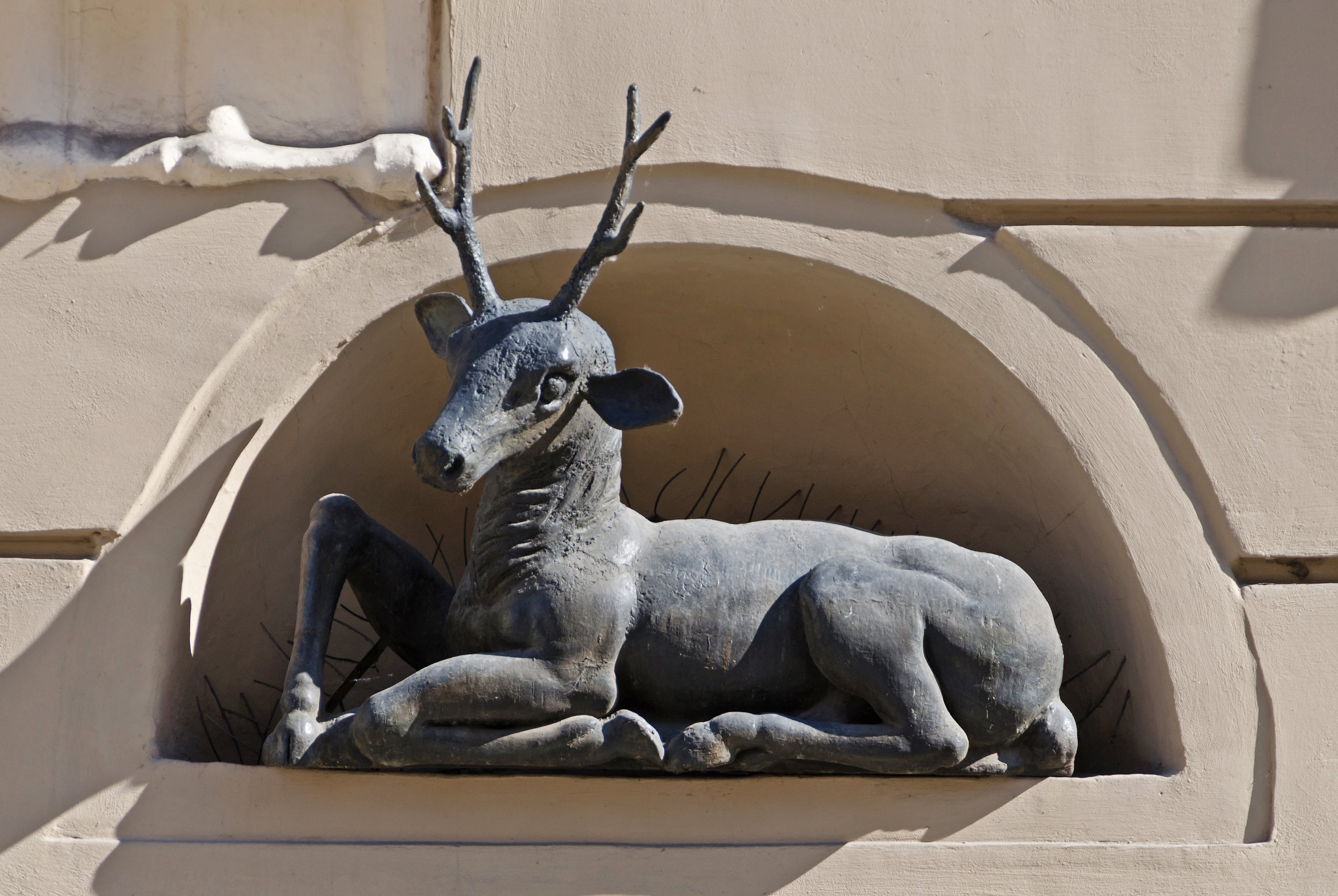
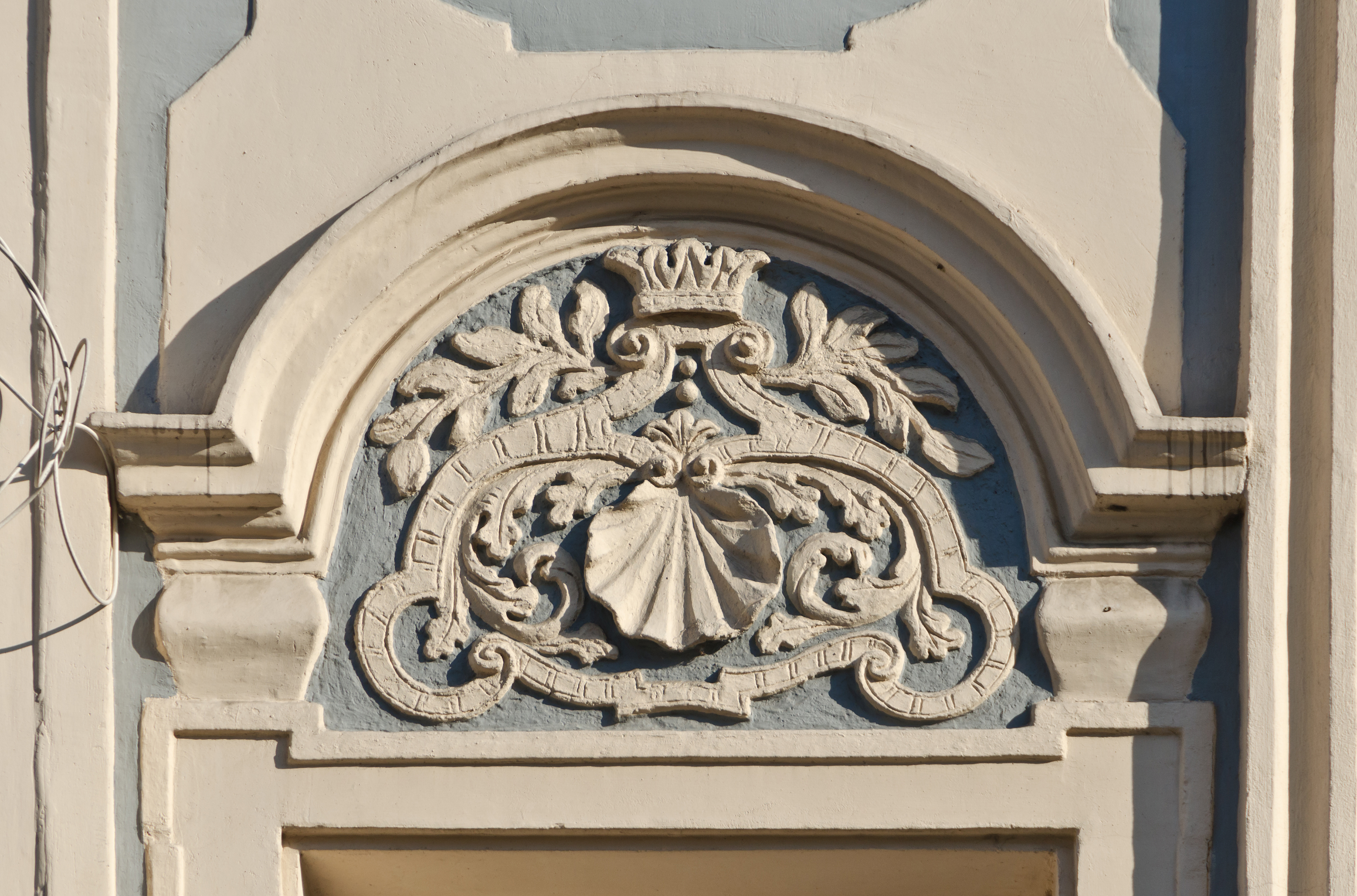
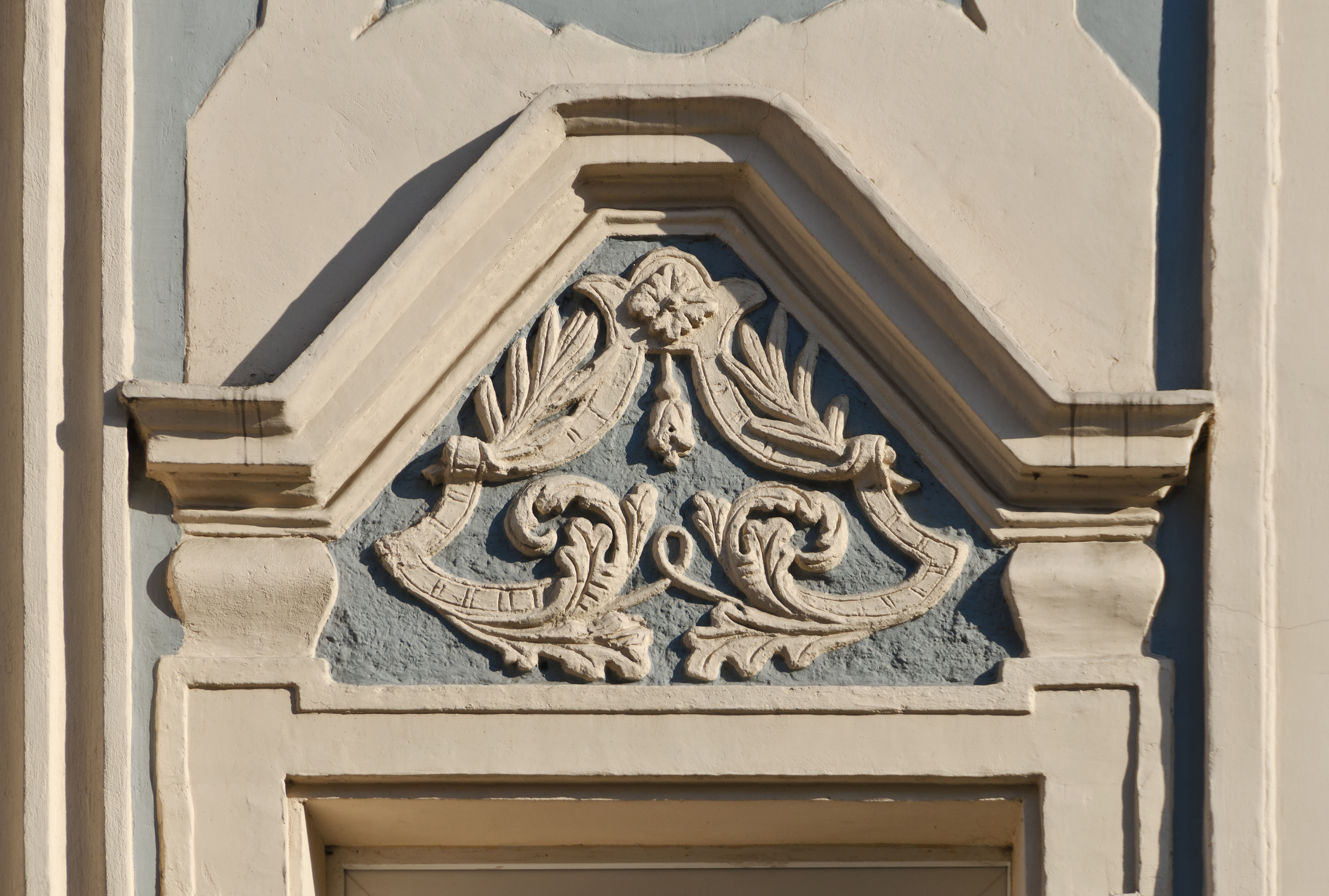
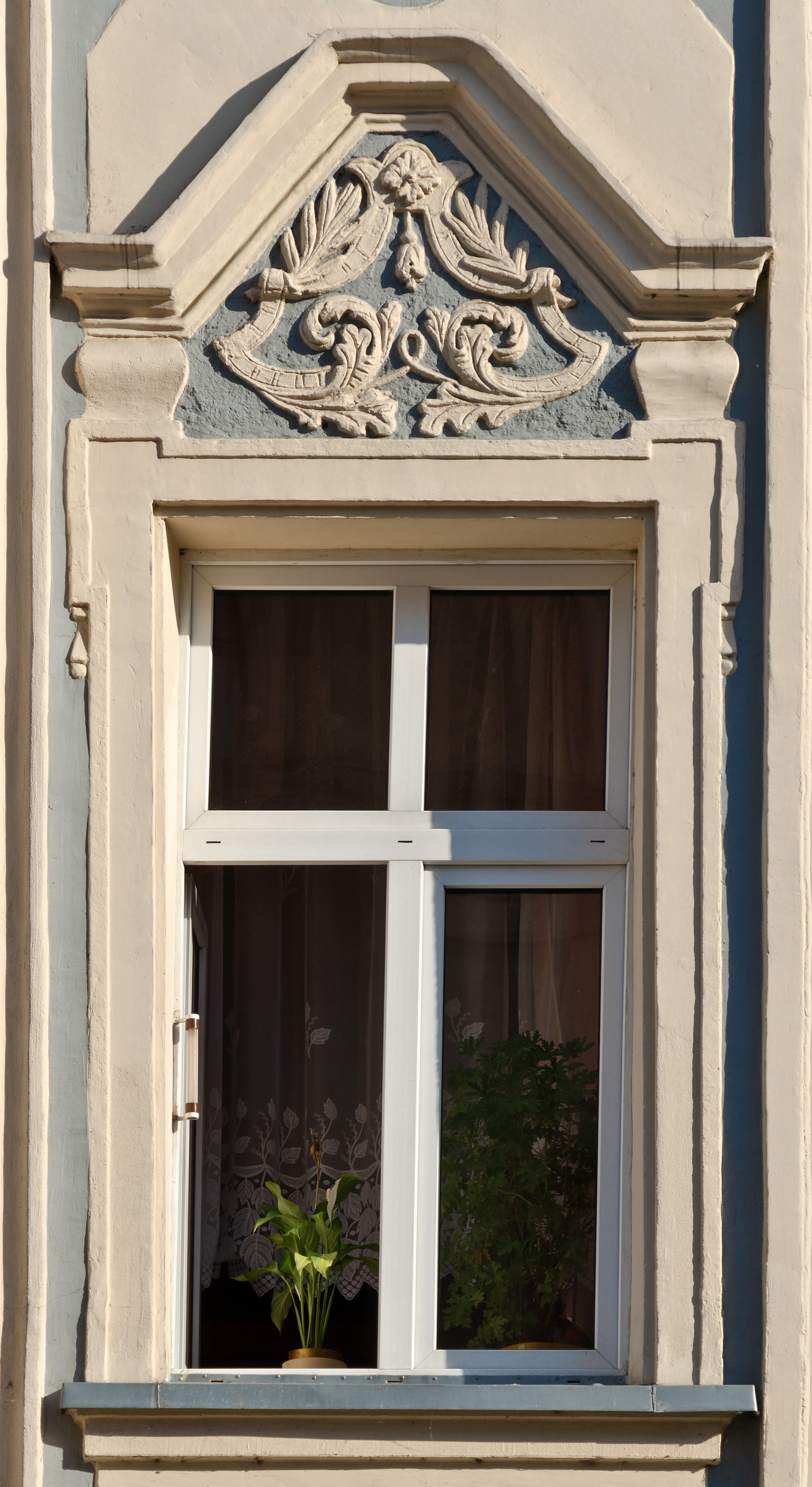
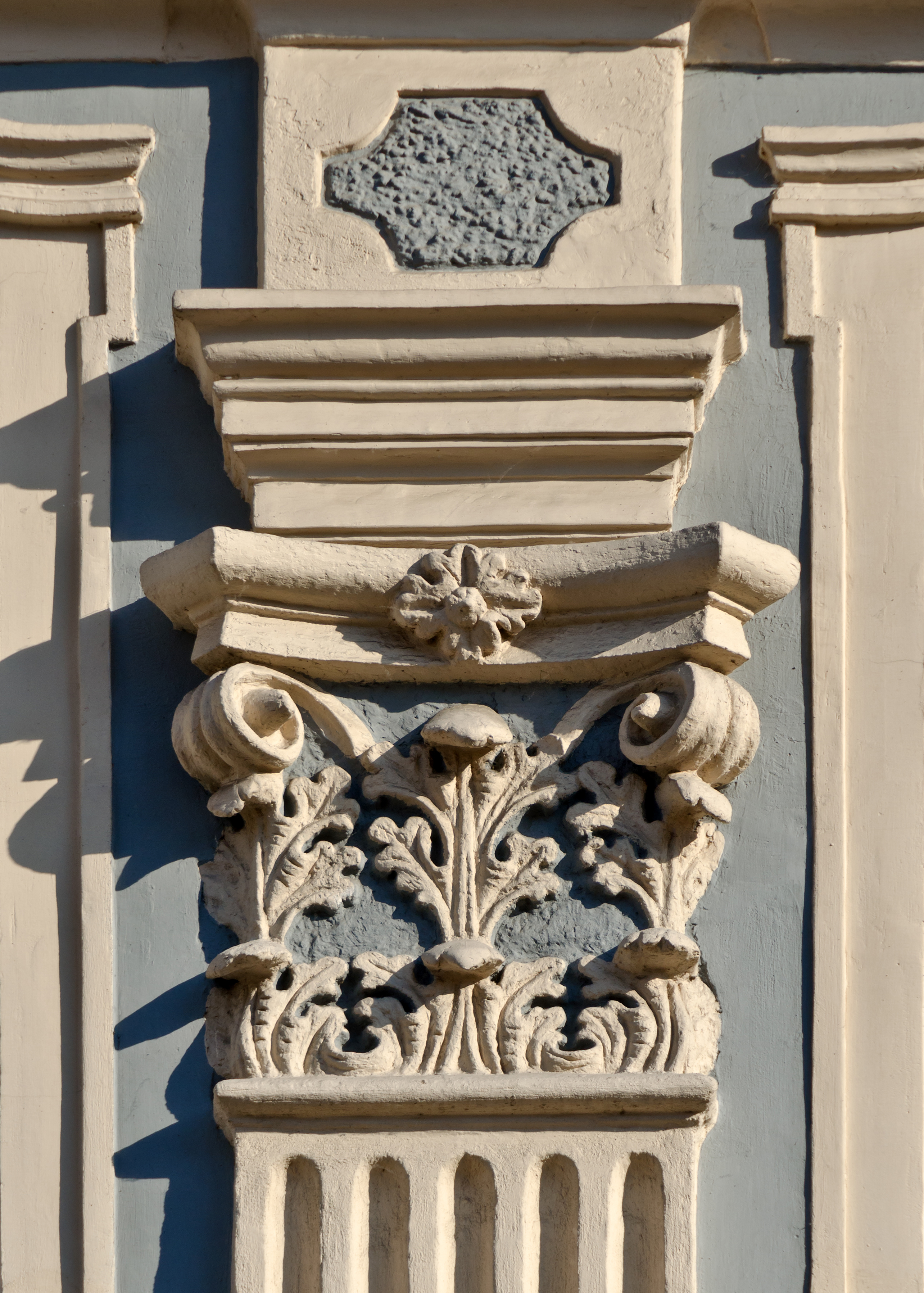
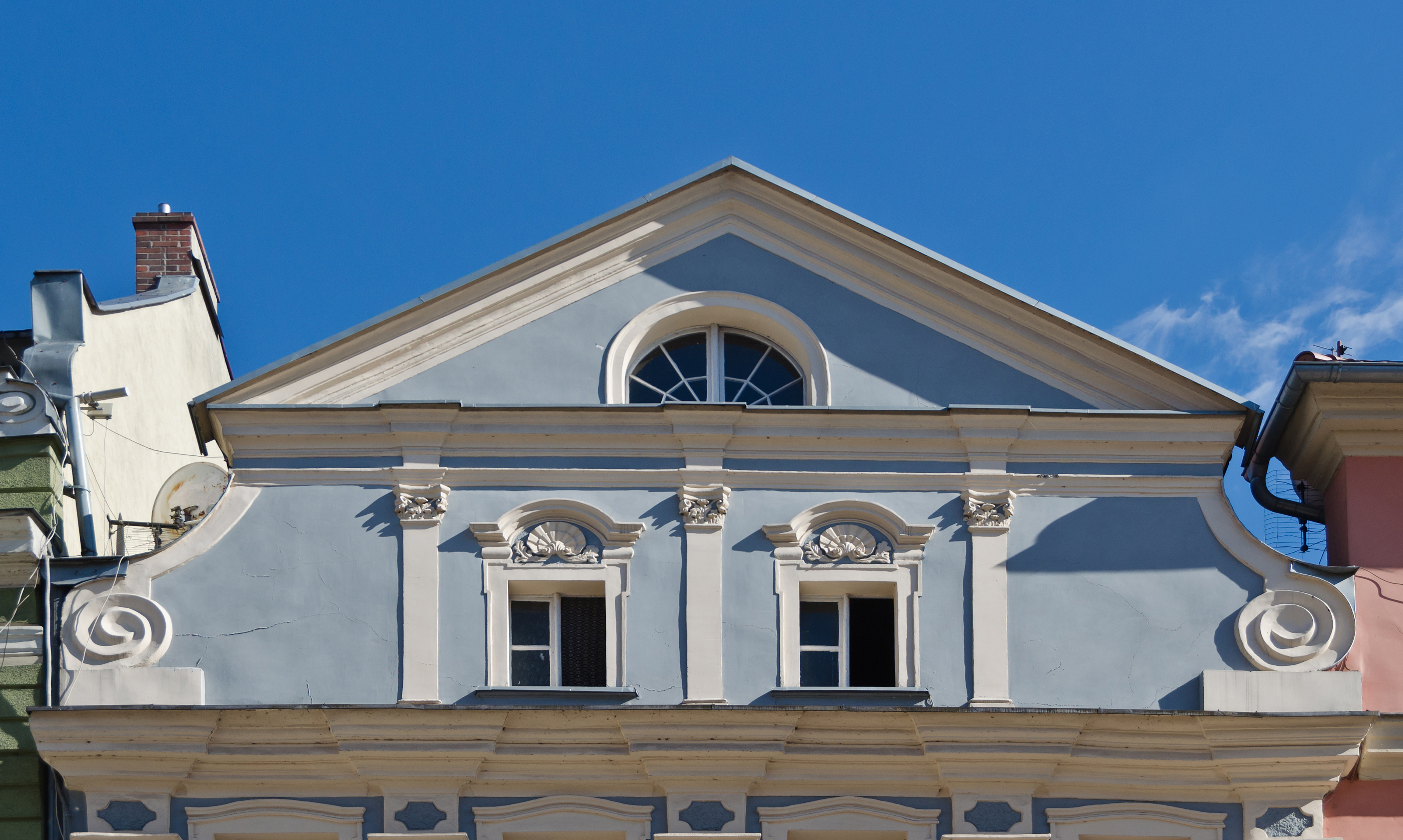